# Torre di Maccarese
La Torre di Maccarese, detta anche torre Primavera è una torre costiera situata nel territorio del comune di Fiumicino nel Lazio. È ubicata sulla sponda sinistra del fiume Arrone poco distante dalla foce. Costituisce l’avamposto del castello di San Giorgio di Maccarese. La torre aveva la funzione di presidiare il corso d’acqua e di sorvegliare la costa per proteggere il territorio dai pirati turchi e barbareschi. La torre costruita nel XVI secolo, probabilmente sui resti di una precedente vedetta medievale, è un edificio con pianta quadrata di 11 metri di lato è alta poco meno di 20 metri. Nella zona circostante la torre è stato localizzato il sito dell’antica colonia romana di Fregene del terzo secolo avanti Cristo.